# John Russell Young (Journalist)

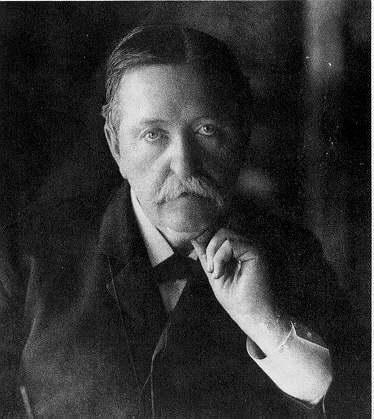
John Russell Young

John Russell Young (* 20. November 1840 im County Tyrone, Irland; † 17. Januar 1899 in Washington, D.C.) war ein US-amerikanischer Journalist, Schriftsteller und Diplomat. Von 1897 bis 1899 fungierte er als Leiter der Library of Congress.

## Leben
John Russell Young wurde in Irland geboren. Als er noch ein Kind war, emigrierte seine Familie nach Philadelphia. Im Alter von 15 Jahren begann er als Korrektor seine Karriere im Zeitungsgeschäft. Als Reporter für die Philadelphia Press tat er sich mit der Berichterstattung über die Erste Schlacht am Bull Run hervor. Ab 1862 war er Chefredakteur der Philadelphia Press und anderer Zeitungen. 1865 ging er nach New York City und arbeitete für Horace Greeley von der New York Tribune, deren Chefredakteur er bald wurde.
Young begann, für die Regierung zu arbeiten und war im Auftrag des US-Außenministeriums und des Finanzministeriums in Europa. 1872 wechselte er zum New York Herald und arbeitete dort als Europa-Korrespondent.
Der ehemalige US-Präsident Ulysses S. Grant lud Young zu seiner Welttour von 1877 bis 1879 ein. Die Erlebnisse dieser Reise flossen in das Buch „Around the World with General Grant“ ein. In China schloss er mit Li Hongzhang, einem chinesischen Staatsmann und General, Freundschaft. Auf Empfehlung von Grant ernannte Präsident Chester A. Arthur ihn im Jahr 1882 als Nachfolger von James Burrill Angell zum Gesandten in China. In dieser Position spielte Young eine wichtige Rolle als Vermittler in den Gesprächen zwischen USA und China sowie Frankreich und China.
1885 nahm Young seine Arbeit beim Herald in Europa wieder auf. 1890 kehrte er nach Philadelphia zurück. 1897 berief Präsident William McKinley ihn zum Leiter der Library of Congress. Während seiner Amtszeit wurde der Umzug der Bibliothek von den Räumen im Kapitol in eigens dafür geschaffene Gebäude vollzogen – ein Vorhaben, welches schon von seinem Vorgänger Ainsworth Rand Spofford begonnen worden war. Young hatte diesen Posten bis zu seinem Tode inne.
John Youngs jüngerer Bruder James R. Young war Kongressabgeordneter für den Staat Pennsylvania.